# 연천 베이스볼파크
연천 베이스볼 파크(Yeoncheon Baseball Park)은 경기도 연천군 신서면 고대산길 84-12에 위치한 야구장이다. 개장은 2014년 8월 22일이다. 총 5개 면에 실내연습장과 클럽하우스 및 사계절 썰매장으로 이뤄져 있다. 현재 3면이 운영 중에 있으며 나머지 4,5면과 실내연습장은 2015년 12월에 사계절 썰매장은 내년에 완공 예정이다.